# Giro del Veneto 1959
Il Giro del Veneto 1959, trentaduesima edizione della corsa, si svolse il 13 giugno 1959 su un percorso di 246 km. La vittoria fu appannaggio dell'italiano Rino Benedetti, che completò il percorso in 6h41'16", precedendo i connazionali Adriano Zamboni e Bruno Monti.
I corridori che tagliarono il traguardo di Padova furono almeno 34.

## Ordine d'arrivo (Top 10)
| Pos. | Corridore          | Squadra              | Tempo    |
| ---- | ------------------ | -------------------- | -------- |
| 1    | Rino Benedetti     | Ghigi-Coppi          | 6h41'16" |
| 2    | Adriano Zamboni    | Torpado-Clément      | s.t.     |
| 3    | Bruno Monti        | Atala-Pirelli        | s.t.     |
| 4    | Italo Mazzacurati  | Ghigi-Coppi          | s.t.     |
| 5    | Carlo Zorzoli      | Torpado-Clément      | s.t.     |
| 6    | Alfredo Sabbadin   | Atala-Pirelli        | s.t.     |
| 7    | Emilio Ciolli      | Girardengo           | s.t.     |
| 8    | Giuseppe Pardini   | San Pellegrino Sport | s.t.     |
| 9    | Giovanni Pettinati | Atala-Pirelli        | s.t.     |
| 10   | Germano Barale     | Bianchi-Pirelli      | s.t.     |